# Nashville 400 1965
Nashville 400 1965 var ett stockcarlopp ingående i Nascar Grand National Series (nuvarande Nascar Cup Series) som kördes 31 juli 1965 på den 0,5 mile (804,672 meter) långa ovalbanan Nashville Speedway i Nashville i Tennessee. Totalt avverkades 200 miles (321.869 km) fördelat på 400 varv. Banunderlaget var asfalt. Loppet vanns av Richard Petty i en Plymouth på tiden 2:45.47 körande för Petty Enterprises. Pettys snitthastighet var 72,383 mph. Han var vid målgång ensam förare på ledarvarvet, sex varv före tvåan Ned Jarrett. Det var Pettys 37:e vinst av totalt 200 i karriären. Prispotten uppgick till 9 150 dollar, varav 2 350 dollar gick till segraren. Publikantalet uppgick till 11 343 personer.

## Resultat
| Plc     | Nr | Förare          | Team/ bilägare              | Konstruktör | Start | Varv | Ledda varv |
| ------- | -- | --------------- | --------------------------- | ----------- | ----- | ---- | ---------- |
| 1       | 43 | Richard Petty   | Petty Enterprises           | Plymouth    | 1     | 400  | 335        |
| 2       | 11 | Ned Jarrett     | Bondy Long                  | Ford        | 3     | 394  | 0          |
| 3       | 67 | Buddy Arrington | Arrington Racing            | Dodge       | 13    | 382  | 0          |
| 4       | 19 | J.T. Putney     | Herman Beam                 | Chevrolet   | 11    | 381  | 0          |
| 5       | 49 | G.C. Spencer    | GC Spencer Racing           | Ford        | 4     | 374  | 0          |
| 6       | 89 | Neil Castles    | Buck Baker Racing           | Oldsmobile  | 21    | 356  | 0          |
| 7       | 68 | Bob Derrington  | Bob Derrington              | Ford        | 14    | 356  | 0          |
| 8       | 26 | Junior Johnson  | Junior Johnson & Associates | Ford        | 2     | 351  | 65         |
| 9       | 75 | Gene Black      | C.L. Crawford               | Ford        | 17    | 333  | 0          |
| 10      | 53 | Jimmy Helms     | David Warren                | Ford        | 19    | 323  | 0          |
| 11      | 52 | E.J. Trivette   | Jess Potter                 | Chevrolet   | 15    | 301  | 0          |
| 12      | 97 | Henley Gray     | Gene Cline                  | Ford        | 18    | 281  | 0          |
| 13      | 34 | Wendell Scott   | Scott Racing                | Ford        | 10    | 272  | 0          |
| 14      | 1  | Paul Lewis      | Paul Lewis                  | Ford        | 6     | 194  | 0          |
| 15      | 29 | Dick Hutcherson | Holman Moody                | Ford        | 5     | 158  | 0          |
| 16      | 64 | Elmo Langley    | Langley-Woodfield Racing    | Ford        | 12    | 138  | 0          |
| 17      | 17 | Junior Spencer  | Jerry Mullins               | Ford        | 9     | 91   | 0          |
| 18      | 38 | Wayne Smith     | Archie Smith                | Chevrolet   | 16    | 60   | 0          |
| 19      | 88 | Buddy Baker     | Buck Baker Racing           | Dodge       | 7     | 28   | 0          |
| 20      | 59 | Tom Pistone     | Glen Sweet                  | Ford        | 22    | 28   | 0          |
| 21      | 9  | Roy Tyner       | Roy Tyner                   | Chevrolet   | 20    | 23   | 0          |
| 22      | 87 | Buck Baker      | Buck Baker Racing           | Chevrolet   | 8     | 20   | 0          |
| 23      | 23 | Boyd Adams      | Reid Shaw                   | Ford        | 24    | 15   | 0          |
| 24      | 62 | Raymond Carter  | Arrington racing            | Dodge       | 23    | 2    | 0          |
| Källor: |    |                 |                             |             |       |      |            |